# Флаг городского поселения Северный
Флаг муниципального образования «Городское поселение Се́верный» Талдомского муниципального района Московской области Российской Федерации — опознавательно-правовой знак, служащий официальным символом муниципального образования.
Флаг был утверждён 25 сентября 2008 года и внесён в Государственный геральдический регистр Российской Федерации с присвоением регистрационного номера 4464.
Законом Московской области от 28 мая 2018 года № 70/2018-ОЗ 8 июня 2018 года все муниципальные образования Талдомского муниципального района были преобразованы в Талдомский городской округ.
Флаг является официальным символом городского поселения Северный.

## Описание
«Прямоугольное голубое(синее) полотнище с соотношением ширины к длине 2:3, с красной полосой вдоль нижнего края шириной в 1/5 ширины полотнища, воспроизводящее фигуры из герба поселения выполненные белыми и жёлтыми цветами».
Геральдическое описание герба гласит: «В лазоревом поле с червлёной оконечностью, край который скрыт серебряной двухконечной громовой стрелой (без наконечников) — выходящая золотая игла, острие которой служит серединой для положенных поверх всего пяти золотых цикламоров (нитевидных колец), из которых четыре больших выходят за пределы щита, а наибольший внизу касается громовой стрелы».

## Обоснование символики
Флаг составлен на основании герба городского поселения Северный по правилам и соответствующим традициям вексиллологии и отражает исторические, географические и национальные традиции.
Все фигуры флага поселения: остриё-мачта, концентрические окружности-радиоволны, молния являются символами крупного радиопередающего центра расположенного на территории поселения, которому посёлок обязан своим основанием и ростом.
Круг (круги) в геральдике — символ внутреннего единения, символ гармонии, символ вечности.
Молния (как и стрела) — символ противоборства и предостережения.
Жёлтый цвет (золото) — символ богатства, стабильности, уважения, солнечного тепла.
Белый цвет (серебро) — символ чистоты, совершенства, мира и взаимопонимания.
Голубой цвет (лазурь) — символ чистого бескрайнего неба, чести, благородства, духовности, возвышенных устремлений.
Красный цвет — символ мужества, жизнеутверждающей силы и красоты, праздника, труда.